# کلایو آلن
کلایو آلن  (به انگلیسی: Clive Allen) زادهٔ ۲۰ مه ۱۹۶۱ بازیکن فوتبال اهل انگلستان که سابقهٔ بازی در تیم ملی فوتبال انگلستان را در کارنامهٔ خود دارد. وی در تاریخ ۱۰ ژوئن ۱۹۸۴ نخستین بازی ملی خود را در مقابل تیم ملی فوتبال برزیل انجام داد و با حضور در ۵ بازی ملی، در تاریخ ۱۷ فوریه ۱۹۸۸ واپسین بازی ملی‌اش را در برابر تیم ملی فوتبال اسرائیل برگزار کرد.